# Konstmuseum

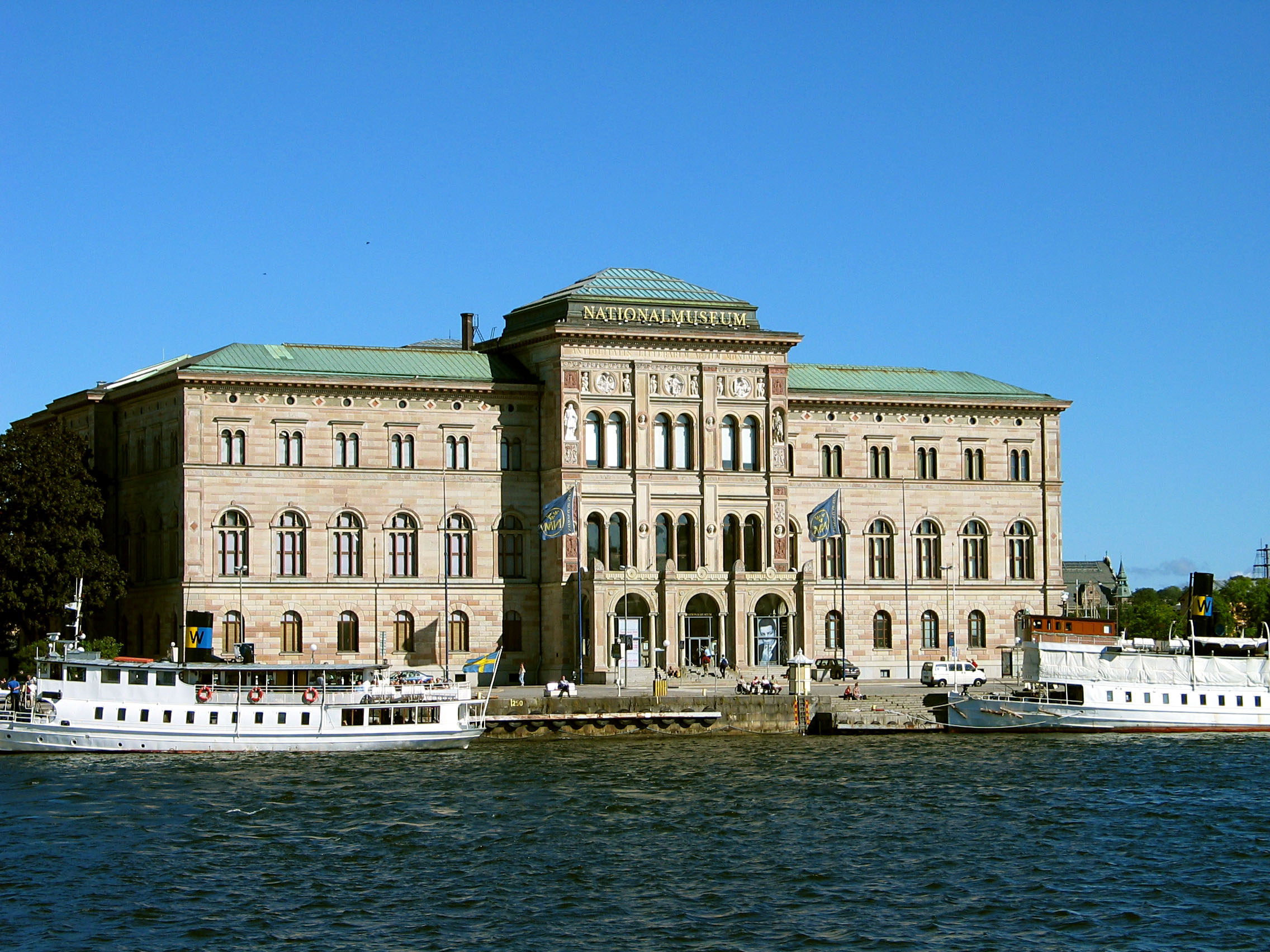
Nationalmuseum i Stockholm

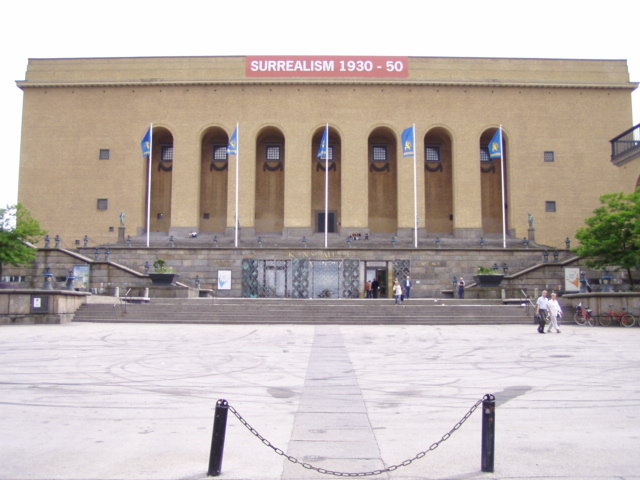
Göteborgs konstmuseum

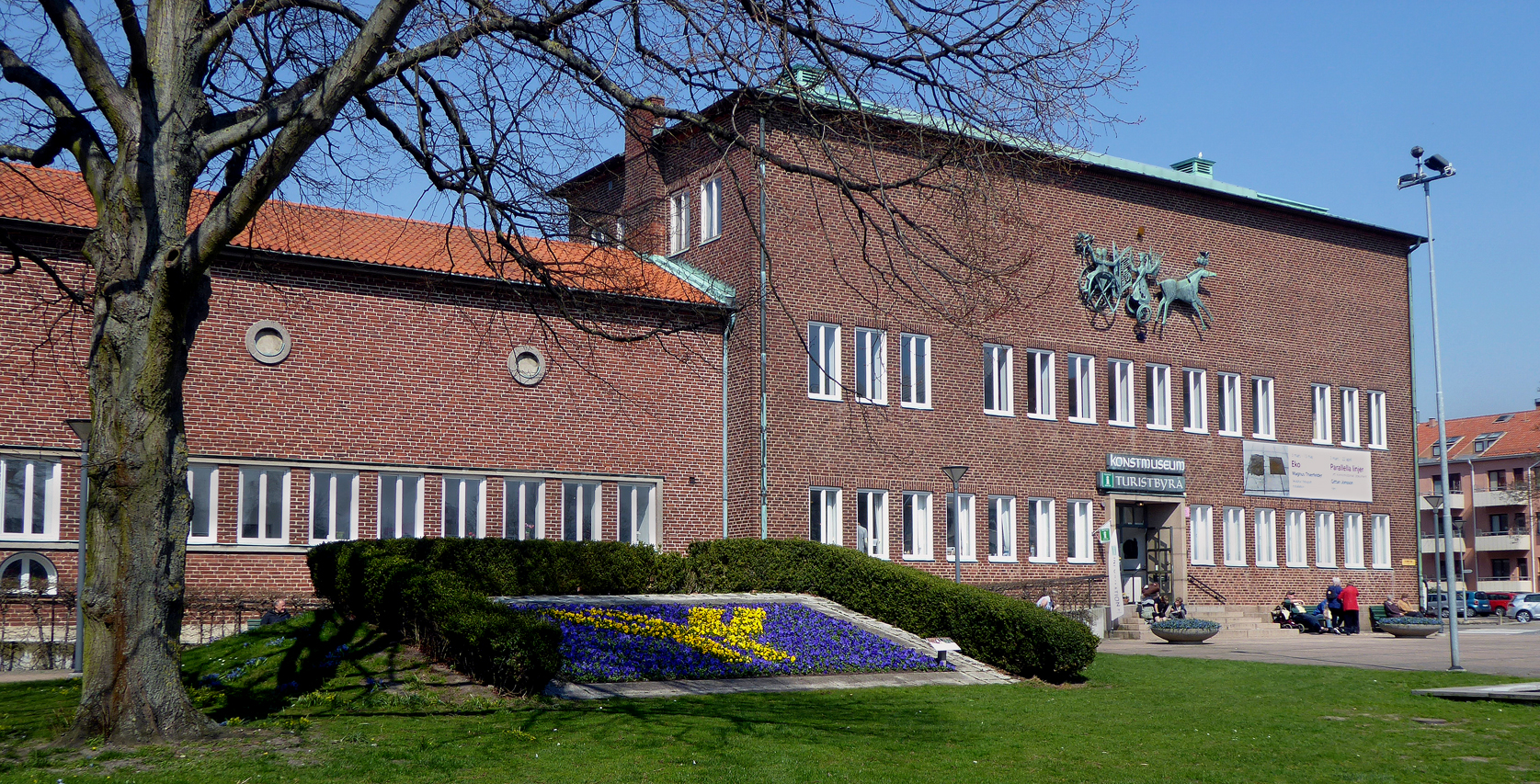
Ystads Konstmuseum

Konstmuseum är ett museum som har en samling av konstföremål, som visas på permanenta utställningar. Konstmuseerna kan även ha tillfälliga utställningar. Ett konstmuseums uppgift är att förvara, vårda och förevisa konstföremål.
Sveriges äldsta offentliga konstmuseum är Gustav III:s antikmuseum.

## Konstmuseer i Finland
- Alvar Aalto-museet, Jyväskylä
- Amos Andersons konstmuseum, Helsingfors
- Didrichsens konst- och kulturmuseum, Helsingfors
- Ateneum, Helsingfors
- Björneborgs konstmuseum
- Hiekkas konstmuseum, Tammerfors
- Helsingfors konstmuseum
- Emma, Esbo
- Gyllenbergs konstmuseum, Helsingfors
- Kiasma, Helsingfors
- Raumo konstmuseum
- Sara Hildéns konstmuseum, Tammerfors
- Söderlångviks museum
- Tammerfors konstmuseum
- Åbo konstmuseum
- Ålands konstmuseum

## Konstmuseer i Sverige
- Nordiska akvarellmuseet, Skärhamn
- Axel Ebbes konsthall, Trelleborg
- Aguélimuseet, Sala
- Borås konstmuseum
- Bohusläns museum, Uddevalla
- Bror Hjorths hus, Uppsala
- Carl Eldhs Ateljémuseum, Stockholm
- Carl Larssongården
- Charlottenborgs slott - Motala museum
- Dalarnas museum
- Dalslands konstmuseum, Upperud
- Döderhultarmuseet, Oskarshamn
- Eksjö museum
- Eskilstuna konstmuseum
- Gotlands konstmuseum, Visby
- Grafikens Hus, Mariefred
- Gustav III:s antikmuseum, Stockholm
- Hälsinglands museum, Hudiksvall
- Länsmuseet Gävleborg, Gävle
- Göteborgs konsthall
- Göteborgs konstmuseum
- Hallands konstmuseum, Halmstad
- Jönköpings läns museum, Jönköping
- Kalmar konstmuseum
- Kristinehamns konstmuseum
- Ljungbergmuseet, Ljungby
- Malmö konstmuseum
- Millesgården, Lidingö
- Mjellby konstmuseum , Mjällby
- Moderna museet i Stockholm
- Museum Anna Nordlander, Skellefteå
- Nationalmuseum, Stockholm
- Norrköpings konstmuseum
- Olle Olsson-huset, Solna
- Prins Eugens Waldemarsudde, Stockholm
- Rackstadmuseet, Arvika
- Röhsska museet, Göteborg
- Skissernas museum - Arkiv för dekorativ konst, Lund
- Konstmuseet i Skövde
- Smålands museum, Växjö
- Sundsvalls museum
- Teckningsmuseet, Laholm
- Tomelilla konsthall
- Uppsala konstmuseum
- Vetlanda museum och konsthall
- Värmlands museum, Karlstad
- Västerbottens museum, Umeå
- Västerås konstmuseum
- Museum Gösta Werner och Havet, Simrishamn
- Ystads konstmuseum
- Örebro läns museum, Örebro
- Örnsköldsviks museum och konsthall
- Östergötlands länsmuseum, Linköping

## Konstmuseer i andra länder
- Eremitaget, S:t Petersburg
- Galleria Borghese, Rom
- Kapitolinska museerna, Rom
- Konstmuseet, Budapest
- Kunsthistorisches Museum, Wien
- Louisiana, Humlebæk, Danmark
- Louvren, Paris

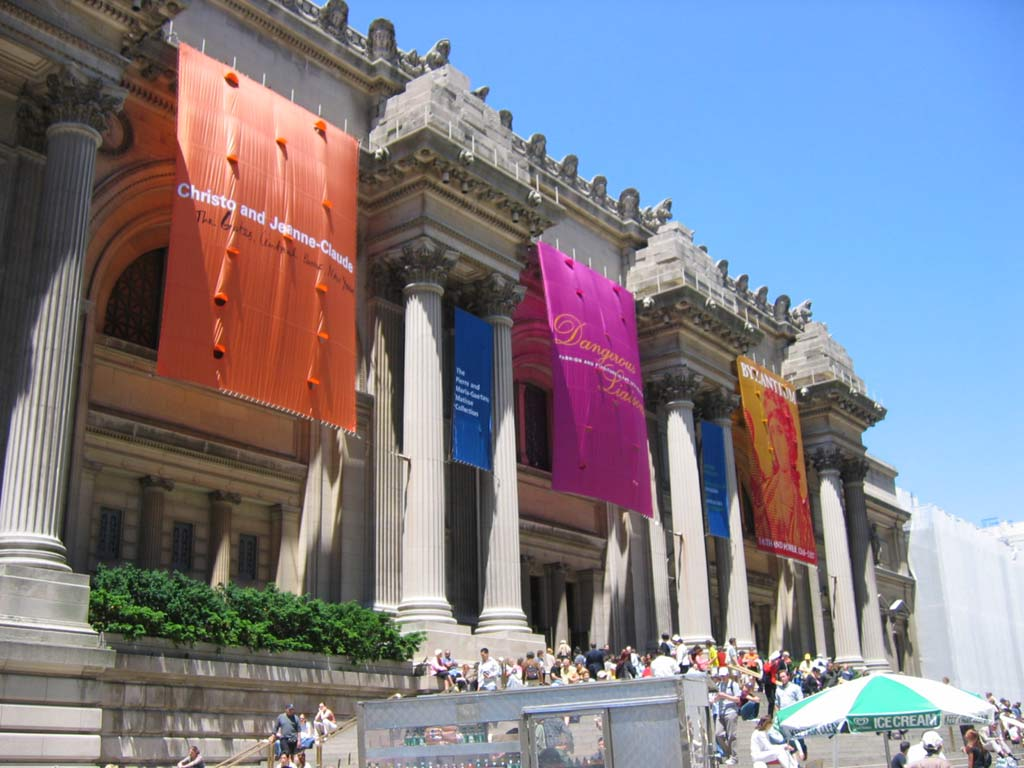
Metropolitan Museum of Art i New York

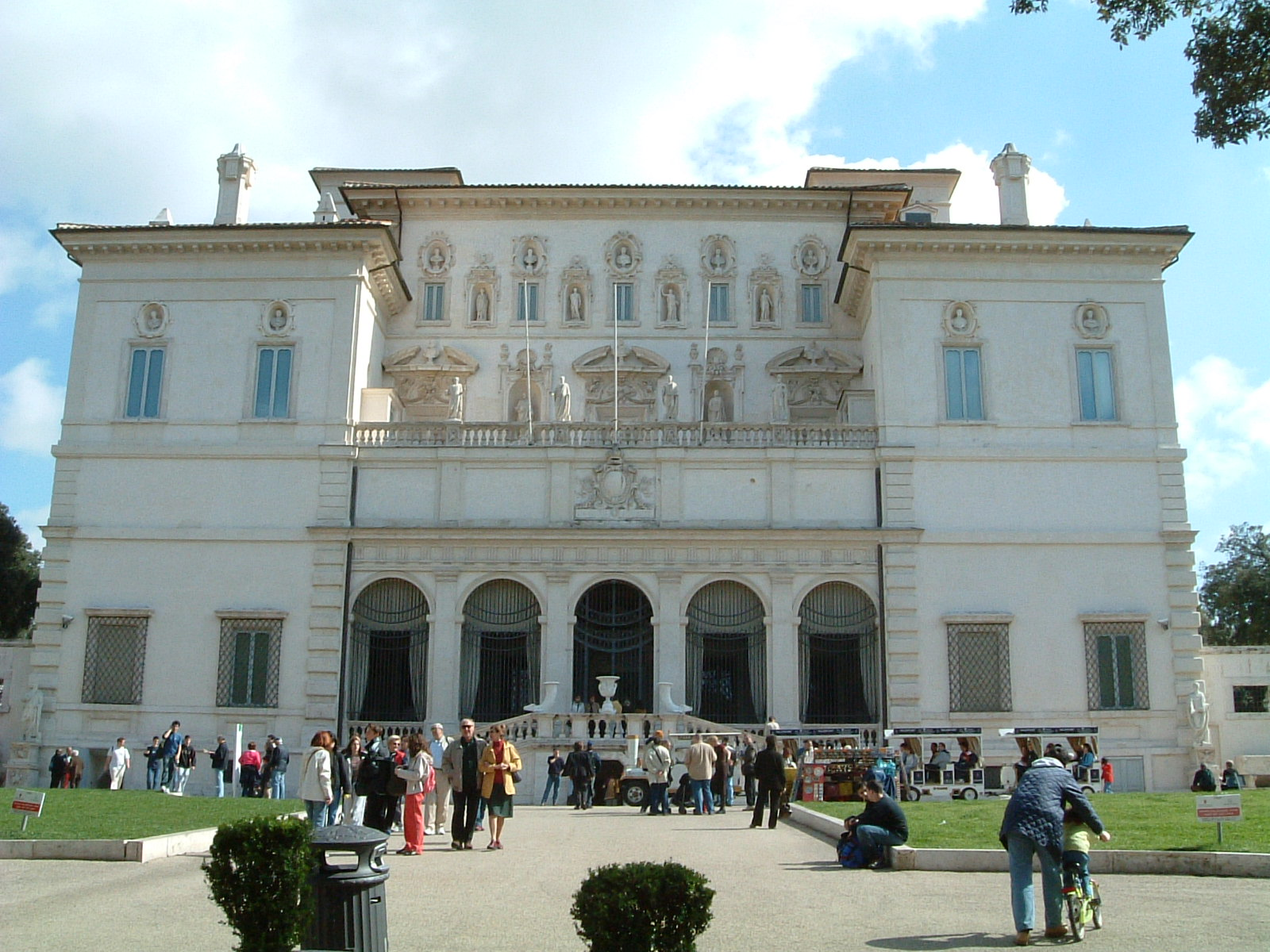
Galleria Borghese i Rom

- Slottet i Montsoreau – Museet för samtidskonst, Montsoreau
- MALBA, Buenos Aires
- MASP, São Paulo
- Metropolitan Museum of Art, New York
- Munchmuseet, Norge
- Museum of Modern Art, New York
- Nasjonalgalleriet, Oslo
- National Gallery, London
- Pradomuseet, Madrid
- Reykjaviks konstmuseum, Island
- Rijksmuseum, Amsterdam
- Solomon R. Guggenheim Museum, New York
- Tate Gallery, London
- Uffizierna, Florens
- Kunsthaus Zürich, Zürich